# تحصیل توپی
تحصیل توپی (به انگلیسی: Topi Tehsil) یک تحصیل در پاکستان است که در خیبر پختونخوا واقع شده‌است.